# Kaxholmen
Kaxholmen är en tätort i Skärstads socken i Jönköpings kommun i Jönköpings län, belägen cirka 8 km norr om Huskvarna vid den gamla Grännavägen (fram till 1960 Riksettan). Antalet invånare är cirka 1 500.

## Befolkningsutveckling
| Befolkningsutvecklingen i Kaxholmen 1960–2020 | Befolkningsutvecklingen i Kaxholmen 1960–2020 | Befolkningsutvecklingen i Kaxholmen 1960–2020 | Befolkningsutvecklingen i Kaxholmen 1960–2020 | Befolkningsutvecklingen i Kaxholmen 1960–2020 |
| --------------------------------------------- | --------------------------------------------- | --------------------------------------------- | --------------------------------------------- | --------------------------------------------- |
|                                               |                                               |                                               |                                               |                                               |
| År                                            |                                               |                                               | Folkmängd                                     | Areal (ha)                                    |
| 1960                                          | 1960                                          |                                               | 372                                           |                                               |
| 1965                                          | 1965                                          |                                               | 614                                           |                                               |
| 1970                                          | 1970                                          |                                               | 858                                           |                                               |
| 1975                                          | 1975                                          |                                               | 1 020                                         |                                               |
| 1980                                          | 1980                                          |                                               | 1 262                                         |                                               |
| 1990                                          | 1990                                          |                                               | 1 462                                         | 82                                            |
| 1995                                          | 1995                                          |                                               | 1 388                                         | 82                                            |
| 2000                                          | 2000                                          |                                               | 1 363                                         | 84                                            |
| 2005                                          | 2005                                          |                                               | 1 402                                         | 88                                            |
| 2010                                          | 2010                                          |                                               | 1 458                                         | 87                                            |
| 2015                                          | 2015                                          |                                               | 1 561                                         | 152                                           |
| 2020                                          | 2020                                          |                                               | 1 792                                         | 161                                           |
|                                               |                                               |                                               |                                               |                                               |

## Samhället
Efter att tidigare ha varit en utpräglad landsbygd, bestående av gårdarna Kaxholmen, Kärr, Hunneryd och Esbjörnarp, är Kaxholmen nu ett villasamhälle. Kaxholmen är beläget på sluttningen mot Landsjön, vilket ger en öppen vy och utsikt över både Landsjön och Vättern mot Hökensås i Västergötland. 
I Skärstads hembygdsmuseum, beläget där Kaxholmens hållplats tidigare fanns, har ett av de lok som drog ”trådrullatåget” på Gripenbergsbanan tidigare varit utställt. Det bär namnet ”Lok nr 9” och levererades från Motala Mekaniska Verkstad 1915. Loket finns nu på ÖSlJ i Mariefred.